# 몽고메리 스콧

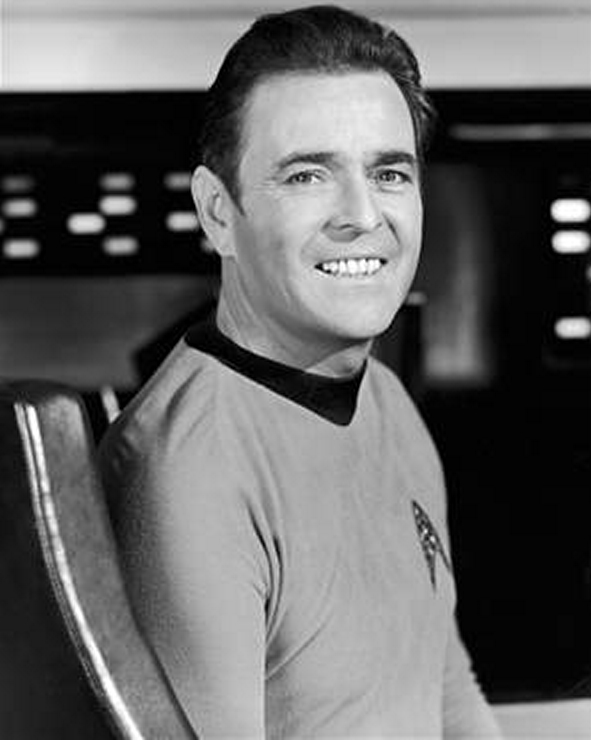

몽고메리 스콧(영어: Montgomery Scott)은 《스타 트렉 시리즈》의 등장 인물이다. USS 엔터프라이즈 호의 기관장이다. 통칭은 스코티(영어: Scotty)이다.